# Szarhos Ahmed
Sarhoş Ahmed (avagy Bosnyák Ahmed) (?-1691) pasa, a XVII. század utolsó évtizedeiben, az Oszmán Birodalomban, különböző állami hivatalokat töltött be, és jelentős hadvezér volt a Szent Liga háborújának az első éveiben, amely harc a törököknek a  Magyar Királyságból való kiűzésével fejeződött be. 1685 októberében, foglyul ejtette Thököly Imrét, de – 1686. januárban – ő is engedte szabadon a felső-magyarországi fejedelmet.

## Életpályája
Sarhoş („Részeges”, „Italos”) Ahmed pasa, ahogyan arra másik neve (Bosnyák Ahmed) utal, minden valószínűség szerint, bosnyák származású volt.
1683-ban, Kara Musztafa pasa, a nagyvezír helyettese („kethüda”) volt, a törököknek a Bécs elfoglalására indított hadjáratában. 1683-ban az Egri Vilajet kormányzója, azaz, beglerbégje lett. Egri beglerbégként, 1684-ben, Buda ostromakor, jelentős segítséget nyújtott – a harcokban halálosan megsebesülő – Kara Mehmed pasának, a budai beglerbégnek, és a törökök meg is védték Budát, a Habsburg Birodalommal, és szövetségeseivel szemben. 1685. májusban, a Temesvári Vilajet beglerbégje lett.
Melek („Angyal”) Ibrahim pasát, a magyarországi török hadak szerdárját (fővezérét),  1685-ben, sorozatos kudarcok érték. Melek Ibrahim, a harctéri sikertelenségéért, Thököly Imrét okolta, aki – annak ellenére, hogy hívta – nem csatlakozott az oszmán-török sereghez, sőt, azt gondolta, ha Thökölyt foglyul ejti, a békekötés reményében, kiadja a kuruc vezért a bécsi császári Udvarnak.  Melek Ibrahim, 1685. szeptember-október fordulóján, az eszéki táborból, az oszmán vazallus I. Apafi Mihály erdélyi fejedelemhez írt levélben,  arról tájékoztatta Apafit, hogy váradi „mühafiznek” („gyámnak”, tehát helyettes parancsnoknak), a temesvári beglerbég, Ahmed pasa (azaz, Sarhoş Ahmed pasa) lett kinevezve, aki „szigorú rendeletet kapott”, hogy „Isten segedelmével kerítse kézre” Thökölyt. A szerdár kezére játszott Thököly elgondolása. A „kuruckirály” ugyanis azt gondolta, hogy személyesen felkeresi Ahmed pasát, hátha így eléri azt, a törökök adjanak neki katonai segítséget. Thököly, bizonyára, az ismeretségükben is bízott, ugyanis 1684-ben, közösen biztosították – az akkor még a törökök kezén lévő – Érsekújvár élelmezését. Thököly Váradra is ment, és – 1685. október 15-én – Sarhoş Ahmed pasa el is fogatta Thökölyt, nem tehetett mást, a szerdár parancsát végre kellett hajtania, és Thökölyt Belgrádba vitette.
Melek Ibrahim pasa nagyot hibázott: Thököly elfogása óriási felháborodást váltott ki a kurucok között, Felső-Magyarország – Munkácsot kivéve –, szinte villámgyorsan a császári erők kezébe került, a bécsi Udvar pedig nem alkudott, „nyerésre” álltak, nem volt "szükségük" Thökölyre. Kara Ibrahim pasa, a nagyvezír (aki később maga is megkapta a selyemzsinórt), 1685. december 3-án, Melek Ibrahim pasát kivégeztette (ennek fő oka azonban a szerdár 1685. évi, harctéri kudarcai voltak, Buda 1684. évi megvédésében játszott szerepét, hamar elfelejtették).
IV. Mehmed oszmán szultán ekkor Sarhoş Ahmed pasát nevezte ki a magyarországi hadak szerdárjává, aki ezért – 1686 elején – a temesvári beglerbégségtől meg is vált. Sarhoş Ahmed pasa, Belgrádban, 1686. január 2-án, Thökölyt szabadon engedte, de lelkére kötötte azt, hogy máskor jöjjön, „mikor hatalmas császár szerdárai hívatják”.
Sarhoş Ahmed pasára, 1686-ban, nagy feladat várt. 1686. június 18-án, a Habsburg Birodalom és szövetségesei, újra megkezdték Buda ostromát. Sarhoş Ahmed pasa és parancsnok társai, a Szári ("Szőke") Szulejmán pasa nagyvezír, a fő-szerdár irányította sereggel, megkísérelték Buda felmentését, ez azonban, 1684 - el ellentétben, ezúttal nem sikerült. A török felmentő sereget az ostromlók – augusztus 14-én, majd 29-én – visszaverték, és Buda – szeptember 2-án – felszabadult a 145 éves oszmán uralom alól.
Sarhoş Ahmed pasa, egy adat szerint, Halep beglerbégje is volt. Az azonban biztos, hogy 1689 és 1691 között, az Egyiptomi Vilajet (az Oszmán Birodalom területi beosztásában, az Egyiptomnál jóval nagyobb területet magába foglaló „Misir”) beglerbégje lett, e beosztás betöltése közben, 1691-ben, természetes halál érte.